# Первышов, Евгений Алексеевич
Евгений Алексеевич Первышов (род. 4 мая 1976, Краснодар) — российский политический и государственный деятель. Временно исполняющий обязанности Главы Тамбовской области с 4 ноября 2024 года. Секретарь Тамбовского регионального отделения партии «Единая Россия» с 27 ноября 2024.
Глава города Краснодара (8 декабря 2016 — 23 сентября 2021). Член партии «Единая Россия». Депутат Государственной думы VIII созыва (2021—2024).

## Биография
Родился 4 мая 1976 года в Краснодаре.
- С 1993 — работа на заводе им. Седина[1].
- С 1994 по 1996 — служба в армии[1].
- С 1996 по 2005 год — работа в ЗАО «Краснодарский нефтеперерабатывающий завод»[1].
- В 2005 году окончил Кубанский государственный технологический университет по специальности «Инженер-теплоэнергетик»[2].
- С 2005 — заместитель директора МУП «Парк им. 30-летия Победы».
- С 2009 — директор МУП «Институт Горкадастрпроект».
- В 2011 году получил второе высшее образование в Северо-Кавказском филиале ГОУ ВПО Российская академия правосудия в городе Краснодаре по специальности «Юриспруденция».
- С 27 февраля 2012 — заместитель начальника городского управления муниципального контроля[1].
- С 12 апреля 2012 — начальник городского управления муниципального контроля[1].
- С 31 января 2013 — глава администрации Прикубанского внутригородского округа[1].
- С сентября 2013 — заместитель главы муниципального образования города Краснодар по вопросам городского хозяйства, топливно-энергетического комплекса и жилищным вопросам[1].
- С ноября 2015 — заместитель директора департамента разрешительной деятельности и контроля, начальник отдела разрешительной деятельности Минстроя России.
- С 14 ноября 2016 — первый заместитель главы города Краснодар и одновременно исполняющий обязанности главы города Краснодар.
- С 8 декабря 2016 — глава муниципального образования город Краснодар. Сменил на этом посту Владимира Лазаревича Евланова, покинувшего свой пост в связи с избранием в Госдуму VII созыва.
- С 19 сентября 2021 — депутат Государственной Думы Российской Федерации VIII созыва, избран депутатом по избирательному округу № 46 (Краснодарский — Краснодарский край). Член комитета по строительству и жилищно-коммунальному хозяйству[3].

Депутат городской Думы Краснодара IV и V созыва.
В октябре 2022 года, на фоне объявления мобилизации в России, Первышов сообщил, что заключил трёхмесячный контракт для добровольного участия во вторжении в Украину после того, как прошёл подготовку в Ростовской области. 31 января 2023 года попал на фото во время встречи с губернатором Вениамином Кондратьевым в Краснодаре. После этого он заявил, что заехал в город «на несколько дней» и продлил контракт. Первышов рассказывал, что проходил службу в БАРС «Каскад». Независимые СМИ описывали „Каскад”» как подразделение, где представители элиты могут безопасно пройти службу по срочному контракту вдали от фронта, чтобы продемонстрировать лояльность и патриотизм.

### Глава Тамбовской области
В 2024 году участвовал в кадровой программе Время героев. В ноябре Путин и Первышов встретились в Кремле. Президент предложил депутату стать губернатором Тамбовской области, на что тот согласился. 
4 ноября 2024 года назначен Владимиром Путиным временно исполняющим обязанности Главы Тамбовской области

## Личная жизнь
Евгений Первышов был женат на Александре Первышовой, у них было трое детей. В 2013 году Евгений развёлся. 
В 2020 году Первышов опубликовал сообщил, что у него появился четвёртый ребёнок. 
В том же году стало известно, что он и его бывшая супруга и все четверо детей вместе летали одними рейсами. 

## Собственность и доходы
Согласно статье издательского проекта Протокол, Первышов вместе со своей бывшей женой владеют собственностью на 360 миллионов рублей. В собственности: поместья в станицах Азовской и Нововеличковской, гараж и четыре квартиры в Краснодаре общей площадью около 550 квадратных метров, два автомобиля Mersedes GLS-Klasse и Hongqi HQ-9.

## Санкции
Из-за поддержки нарушения территориальной целостности Украины во время российско-украинской войны находится под персональными международными санкциями разных стран. С 23 февраля 2022 года находится под санкциями всех стран Европейского союза.
С 11 марта 2022 года находится под санкциями Великобритании. 24 марта 2022 года включён в санкционный список США за «соучастие в войне Путина» и «поддержку усилий Кремля по вторжению в Украину».
24 февраля 2022 года включён в санкционный список Канады «близких соратников режима» за голосование о признании независимости «так называемых республик в Донецке и Луганске». С 25 февраля 2022 года находится под санкциями Швейцарии. С 26 февраля 2022 года находится под санкциями Австралии. С 12 апреля 2022 года находится под санкциями Японии. Указом президента Украины Владимира Зеленского от 7 сентября 2022 находится под санкциями Украины. С 3 мая 2022 года находится под санкциями Новой Зеландии.

## Награды
- орден Мужества (2023);
- орден «Службою и храбростью» II степени (ЛНР)[13];
- медаль «Участнику специальной военной операции» (Минобороны, 2022);
- медаль «За выдающийся вклад в развитие Кубани» III степени (2014);
- медаль "За выдающийся вклад в развитие города Краснодар III степени (2020).